# Pfarrkirche St. Niklas an der Drau

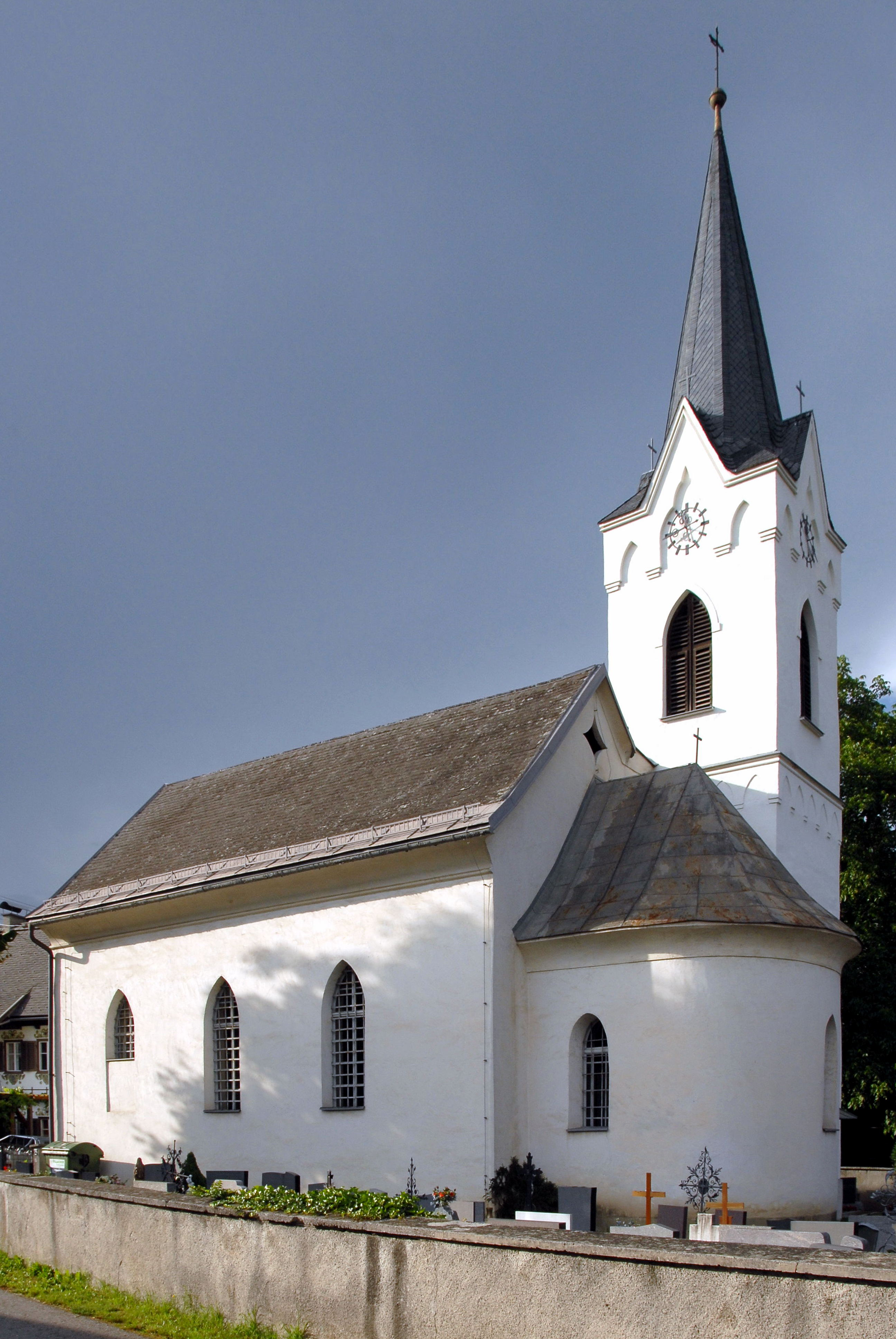

Die römisch-katholische Pfarrkirche Hl. Nikolaus in St. Niklas an der Drau in der Stadtgemeinde Villach wird erstmals 1370 und 1410 urkundlich erwähnt und nach den Türkeneinfällen 1486 vom Bischof von Grado wieder geweiht. Die heutige neobarocke Kirche wurde 1862 errichtet und 1910 nach einem Brand erneuert.

## Baubeschreibung
An das dreijochige Langhaus mit Flachtonne und Stichkappen schließt ein einjochiger, flach gewölbter Chor mit halbrunder Apsis. Der zweigeschoßige Turm mit spitzbogigen Schallfenstern im nördlichen Chorwinkel wird von einem Spitzgiebelhelm bekrönt. Westlich schließt eine rezente Aufbahrungshalle an. Im Langhaus und im Chor hat die Kirche Spitzbogenfenster. Der stark eingezogene und herabgezogene Triumphbogen hat einen Korbbogen mit breiter Laibung. Ein Portal mit geradem Sturz führt vom Chor in die kreuzgratgewölbte Sakristei im Turm. Das mit einem Holzbaldachin überdachte Westportal mit gedrücktem Bogen, verstärktem Kämpfer und Schlussstein ist mit 1862 bezeichnet. Im Giebelfeld darüber befindet sich ein Sternfenster. In der gemauerten Balustrade der Westempore, die auf zwei Pfeilern steht, ist eine spätbarocke Orgel.
Die Wandmalereien stammen aus der Erbauungszeit (1862) und zeigen im Chor Gottvater, über dem Triumphbogen die Ölbergszene.

## Einrichtung
Der neobarocke Hochaltar mit Opfergangsportalen wurde 1899 von Ignaz Oblak geschaffen. In der Mittelnische birgt er die Statue des heiligen Nikolaus, die von Anna und Josef mit Kind flankiert wird. Die Aufsatzfigur stellt den heiligen Florian dar. 
Der spätbarocke Seitenaltar mit Säulenarchitektur stammt aus der Mitte des 18. Jahrhunderts. Die Mittelfigur gibt Maria mit Kind wieder. Das neugotische Aufsatzbild zeigt Johannes der Täufer. 
Die um 1780 entstandene Kanzel ruht auf einer Steinstütze. Auf den Brüstungsfeldern des Kanzelkorbs sind die gemalten Darstellungen des barmherzigen Samariters und des Sämanns zu sehen. Der Schalldeckel wird von blattwerkverzierten Voluten, die eine Muschel tragen, bekrönt. An der Unterseite des Schalldeckels ist eine Heilig-Geist-Taube angebracht.